# Mormolyca hedwigiae
Mormolyca hedwigiae là một loài thực vật có hoa trong họ Lan. Loài này được (Hamer & Dodson) M.A.Blanco mô tả khoa học đầu tiên năm 2007.